# Maria Kokoszyńska-Lutmanowa
Maria Kokoszyńska-Lutmanowa (ur. 6 grudnia 1905 w Bóbrce (dziś na Ukrainie), zm. 30 czerwca 1981 we Wrocławiu) – polska filozofka i logiczka, przedstawicielka szkoły lwowsko-warszawskiej.

## Życie
Studiowała na Uniwersytecie Jana Kazimierza we Lwowie. Była uczennicą m.in. Kazimierza Twardowskiego i Kazimierza Ajdukiewicza. Po ukończeniu studiów, w 1930, została asystentką na Wydziale Filozofii, a w 1938 obroniła tam doktorat. W 1947 uzyskała habilitację na Uniwersytecie Poznańskim. W latach 1948–1976 pracowała na Uniwersytecie Wrocławskim, gdzie była kierownikiem Katedry Logiki i Metodologii Nauk (1950-1976), dziekanem Wydziału Filozoficzno-Historycznego (1951-1954) oraz prorektorem (1955-1956) .
Była żoną Romana Lutmana, wieloletniego dyrektora Biblioteki Śląskiej i Instytutu Śląskiego.

## Prace filozoficzne
Maria Kokoszyńska-Lutmanowa zajmowała się logiką, semantyką, metodologią nauk i epistemologią . Jest zaliczana do szkoły lwowsko-warszawskiej,  przedstawicielką jej drugiego pokolenia i jedną z nielicznych filozofek.
Analizowała koncepcje prawdy, wprowadzając ich własną klasyfikację. Jest znana z upowszechniania koncepcji prawdy Alfreda Tarskiego. Zajmowała się również sporami między empiryzmem  a aprioryzmem, oraz (w kwestiach teorii prawdy) między absolutyzmem a relatywizmem. Znaczące były jej krytyki relatywistycznych koncepcji prawdy oraz pozytywizmu logicznego (w obszarze metodologii nauk) .

## Dzieła
- Jan Zygmunt, Bibliografia prac naukowych Marii Kokoszyńskiej-Lutmanowej, Filozofia Nauki 2004;
- (1936) Über den absoluten Wahrheitsbegriff und einige andere semantische Begriffe, Erkenntnis 6, 143–156;
- (1948) What means "relativity of truth"?, Studia Philosophica 3, 167–176;
- (1951) A refutation of the relativism of truth, Studia Philosophica 4, 1–57.